# Княжицкий Спасо-Преображенский монастырь
Княжицкий Спасо-Преображенский монастырь — монастырь в составе Украинской православной церкви Московского патриархата. Расположена в селе Княжичи Броварского района Киевской области Украины.

## История

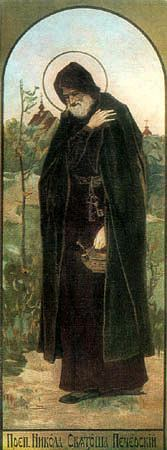
Преподобный Никола Святоша, основатель обители в селе Княжичи (картина Виктора Васнецова)

По преданию, земли обители расположены на месте древнего скита, основанного преподобным Николаем Святошей (в миру Святослав, князь Черниговский).
В 1917 году село Княжичи, храм и скит находились в составе Остерского уезда Черниговской губернии. В начале 1920-х скит был разорен, храм разрушен, однако церковная служба в селе продолжалась, правда в другом помещении.
С 1980-х годов храм и обитель начали постепенно восстанавливаться, возобновилась монашеская жизнь.
В 1990-х годах началось возрождение Спасо-Преображенского мужского монастыря. Его наместником стал архимандрит Софроний (Шинкаренко), который до этого был настоятелем Свято-Преображенского храма села Княжичи.
Осенью 1992 года по благословению митрополита Владимира был заложен фундамент Спасо-Преображенского собора.

Михаил (1884—1943) и Евдокия (1895—1956) Гончаренки с дочерью Марией, Княжичи, 1913 г. Поминаются в монастыре вместе с многочисленными родственниками и односельчанами, включая знаменитого внука Феодосия по просьбе родственников

На территории монастыря присутствует памятник жителям села, погибшим от рук гитлеровских фашистов в 1943 году.

## Жизнь монастыря
В монастыре живут более 10 монахов и послушников. Наместником монастыря был архимандрит Софроний (Шинкаренко) (ум. 2021), много лет участвовавший в возрождении обители. Сейчас настоятель архиепископ Амвросий (Вайнагий). В управлении обителью ему помогает благочинный, архимандрит Илларион.